# Касл Браво
«Касл Бра́во» (англ. Castle Bravo) — американское испытание термоядерного взрывного устройства 1 марта 1954 года на атолле Бикини (Республика Маршалловы Острова, ассоциированная с США). Первое из серии семи испытаний «Операции За́мок» (англ. Operation Castle). В ходе данного испытания был взорван двухступенчатый заряд, в котором в качестве термоядерного горючего применялся дейтерид лития. Энерговыделение при взрыве достигло 15 мегатонн, что делает «Касл Браво» самым мощным из всех ядерных испытаний США. Взрыв привёл к сильному радиационному заражению окружающей среды, что вызвало озабоченность во всём мире и привело к серьёзному пересмотру существовавших взглядов на ядерное оружие.

## Предыстория
Первая половина 1950-х годов была периодом активной разработки водородного оружия в США и СССР. Американцы оказались первыми в гонке по созданию взрывного устройства, но испытанный ими 1 ноября 1952 года заряд не был боеприпасом в полном смысле, поскольку из-за огромных габаритов и веса (около 65 т) не мог быть размещён ни на одном носителе. Советским же учёным, несмотря на то, что они создали термоядерное оружие годом позже, чем США, удалось сразу собрать сравнительно малогабаритный боеготовый заряд (РДС-6с)
В целях сокращения качественного отставания от СССР в области создания термоядерного арсенала американцы активизировали испытания водородных взрывных устройств. Серия испытаний «Касл», запланированная в марте 1954 года на атолле Бикини, была нацелена на разработку схемы термоядерного заряда, который мог бы быть размёщен на самолёте. Испытание «Касл Браво» было первым в этой серии.

## Взрывное устройство
Собранное американскими специалистами термоядерное взрывное устройство было весьма крупногабаритным и громоздким. Оно имело вид цилиндра длиной 4,5 и диаметром 1,35 м, вес его составлял 10,5 т. Взрывное устройство было выполнено по схеме Улама—Теллера, при которой первая фаза представляет собой взрыв атомного заряда урана или плутония (235U или 239Pu), а во время второй стадии происходит термоядерная реакция в контейнере, сжатом энергией первого взрыва посредством радиационной имплозии.
Это был двухступенчатый заряд, в котором в качестве термоядерного горючего впервые в американской практике было применено твёрдое вещество, дейтерид лития (вместо смеси газообразных дейтерия и трития, сжиженной при низкой температуре). Содержание изотопа 6Li в этом соединении было около 40 %. Дейтерид лития находился в оболочке из природного урана. Инициирующий атомный заряд представлял собой уже проверенное испытаниями устройство «Рэйсер-IV» с тритиевым усилением. Предполагаемая мощность взрыва оценивалась в диапазоне 4—8 Мт при наиболее вероятной 6 Мт. Устройство получило кодовое название «креветка» (англ. shrimp). Оно было размещено практически на уровне поверхности внутри специально выстроенного сооружения.
Работы по монтажу взрывного устройства и вмещавшего его сооружения были завершены днём 28 февраля. Ближайший к месту испытания наблюдательный пост находился в укреплённом бункере в 20 милях (32 км). Всего же за взрывом наблюдали около 10 тыс. чел., находившихся на кораблях и летательных аппаратах.

## Взрыв
Взрыв произошёл 1 марта 1954 года в 06:45 по местному времени (18:45 по Гринвичу). Мощность взрыва в 2,5 раза превысила расчётную и составила 15 Мт, из которых 5 выделилось от реакции синтеза и 10 от деления урановой оболочки, окружавшей термоядерный заряд, то есть взрывное устройство оказалось фактически трёхступенчатым, по принципу деление—синтез—деление. Находившиеся в бункере наблюдатели описывали эффект взрыва как сильное землетрясение, заставившее бункер колебаться «словно судно в бурном море».
Причина превышения расчётной мощности состоит в том, что при оценках энерговыделения не была учтена роль другого изотопа лития, присутствовавшего в составе заряда, — 7Li. Первоначально считалось, что при реакции синтеза прореагирует только 6Li, но выяснилось, что и другой изотоп также вступил в реакцию и обусловил столь высокую мощность взрыва.
Грибовидное облако взрыва быстро поднялось на огромную высоту. Уже через минуту оно достигло высоты 15 км, а через 6 минут — 40 км. Наибольшего размера оно достигло спустя 8 минут после взрыва. Диаметр «шляпки гриба» составил около 100 км, толщина «ножки» — 7 км. После взрыва в грунте атолла и соседних участках морского дна образовалась гигантская воронка диаметром около 1,8 км, которая, заполнившись водой, сильно изменила очертания атолла Бикини.

## Радиационное заражение после взрыва
Радиоактивное заражение местности после испытания «Касл Браво» было крайне высоким, с учётом того, что взрыв произошёл на уровне поверхности и привёл к сильной наведённой радиоактивности. Как подчёркивают американские источники, это стало самым тяжёлым случаем радиоактивного заражения во всей истории американской ядерной деятельности. Основную роль в наведении заражения сыграло деление урановой оболочки термоядерного заряда, сработавшей как третья ступень взрыва.
Уже через 15 минут после взрыва люди, находившиеся в бункере на Бикини, зарегистрировали сильную радиоактивность — 40 рентген в час. Их смогли вывести из бункера лишь спустя 11 часов. Через 5 часов после взрыва корабли, находившиеся в 55,5 километрах от атолла, также подверглись заражению уровнем примерно 5 рентген в час, что вынудило их экипажи укрываться во внутренних помещениях.
Серьёзному заражению подверглась зона в форме овала длиной свыше 550 км и шириной 100 км, больша́я ось которого совпала с направлением ветра, несшего радиоактивные осадки. Через 7,5 часов после испытания на атолле Ронгерик, расположенном в 240 км от места взрыва, было зафиксировано повышение радиационного фона. Заражение на Ронгерике достигло такой степени, что 2 марта 28 американских военных, находившихся там, были экстренно эвакуированы самолётом на атолл Кваджелейн; причём все они успели получить опасную для здоровья дозу облучения — от 70 до 100 рентген.
Уровень радиации даже в десятках километров от места испытания был намного выше, чем в эпицентре многих ядерных испытаний на полигоне в Неваде. Так, на северном необитаемом краю атолла Ронгелап в 192 км от Бикини уровень радиации достиг колоссальной величины в 1 000 рентген в час (доза в 600 рентген безусловно смертельна для человека). Серьёзному облучению подверглись 64 жителя Ронгелапа (там, где они жили, уровень радиации был 100 рентген в час) и 18 жителей атолла Аилингинаэ. При этом американские военные не стали откладывать испытание, зная, что ветер дует в сторону обитаемых островов. Островитян даже не предупредили об испытаниях и об опасности выпавшей радиоактивной пыли.

## Инцидент с «Фукурю-Мару»
Радиоактивная пыль, выпавшая из облака взрыва, осыпала находившееся в 170 км от Бикини японское рыболовное судно «Фукурю-Мару». Выпадение пыли началось в 07:55 по местному времени. Слой пыли на палубе траулера достиг 1 см. «Фукурю-Мару» пришёл в Японию только 14 марта. Груз рыбы, оказавшийся радиоактивным, был тут же изъят. Заражение вызвало тяжёлую лучевую болезнь у всех членов команды, которые получили дозу облучения около 300 рентген каждый и стали инвалидами, а радист судна Айкити Кубояма через полгода умер. Инцидент с «Фукурю-Мару» и, в частности, смерть Кубоямы стали поводом для массовых антиядерных демонстраций и других протестных акций как в Японии, так и во всём мире. Это привело к существенному пересмотру оценок радиационных последствий ядерного взрыва, которые прежде недооценивались.
В общем, после данного инцидента в Японии было уничтожено около 50 тыс. тонн рыбы, расцененной как непригодная в пищу из-за радиоактивности. Эта информация стала распространяться по всей Японии через СМИ, причём немедленно стали закрываться рыботорговые предприятия в Иокогаме, Кобе и других портовых городах. Даже спустя несколько дней, 27 марта, в Японию прибыло рыболовное судно с грузом рыбы, заражённым радиацией. Служители одного из японских маяков, находившегося в 1800 км от места взрыва, после выпадения радиоактивных осадков потеряли слух.
В целом, по данным японского министерства здравоохранения, в результате испытания «Касл Браво» заражению различной степени подверглось 856 японских рыболовных судов с общей численностью экипажей около 20 тыс. чел.

## Итоги испытания
Взрыв «Касл Браво» подтвердил эффективность использования дейтерида лития в качестве термоядерного горючего. Американцы добились заметного прогресса на пути миниатюризации своего водородного оружия. Взрывное устройство «креветка» было положено в основу создания американской термоядерной авиабомбы Mk21.